# Lydia Aguirre
Lydia Aguirre (Belleville, Lyon) es una periodista española.
Lydia Aguirre se licenció en Ciencias de la Información en la Universidad Complutense de Madrid y entró a formar parte de la redacción del  diario Ya en 1988, especializándose en información económica y nuevas tecnologías. Trabajó durante más de una década en el diario económico Cinco Días, donde fue redactora, corresponsal en Nueva York (1996-2002), subdirectora y directora adjunta. En junio de 2006 fue designada directora de Comunicación del Grupo PRISA y en septiembre de 2007 directora de ELPAIS.com, donde impulsó el proceso de integración de las ediciones impresa y digital. En agosto de 2008 ELPAIS.com recibió el primer General Excellence in Online Journalism Award otorgado por la Online News Association (ONA) a un medio de habla no inglesa (categoría 'large site'). 
En 2014, siendo adjunta a la dirección de EL PAÍS, lanzó la sección de desarrollo sostenible Planeta Futuro, en colaboración con la Fundación Bill & Melinda Gates. A partir de ese momento se volcó en el desarrollo de proyectos que combinan información, ciencia y tecnología para la creación de sociedades más democráticas, trabajando con instituciones como la Secretaría General Iberoamericana, para la que desarrolló el portal SomosIberoamérica.org; el diario Público.es, donde puso en marcha la Transparence Journalism Tool, ganadora de varios premios; o el think-tank europeo Re-imagine Europa.